# American Horse

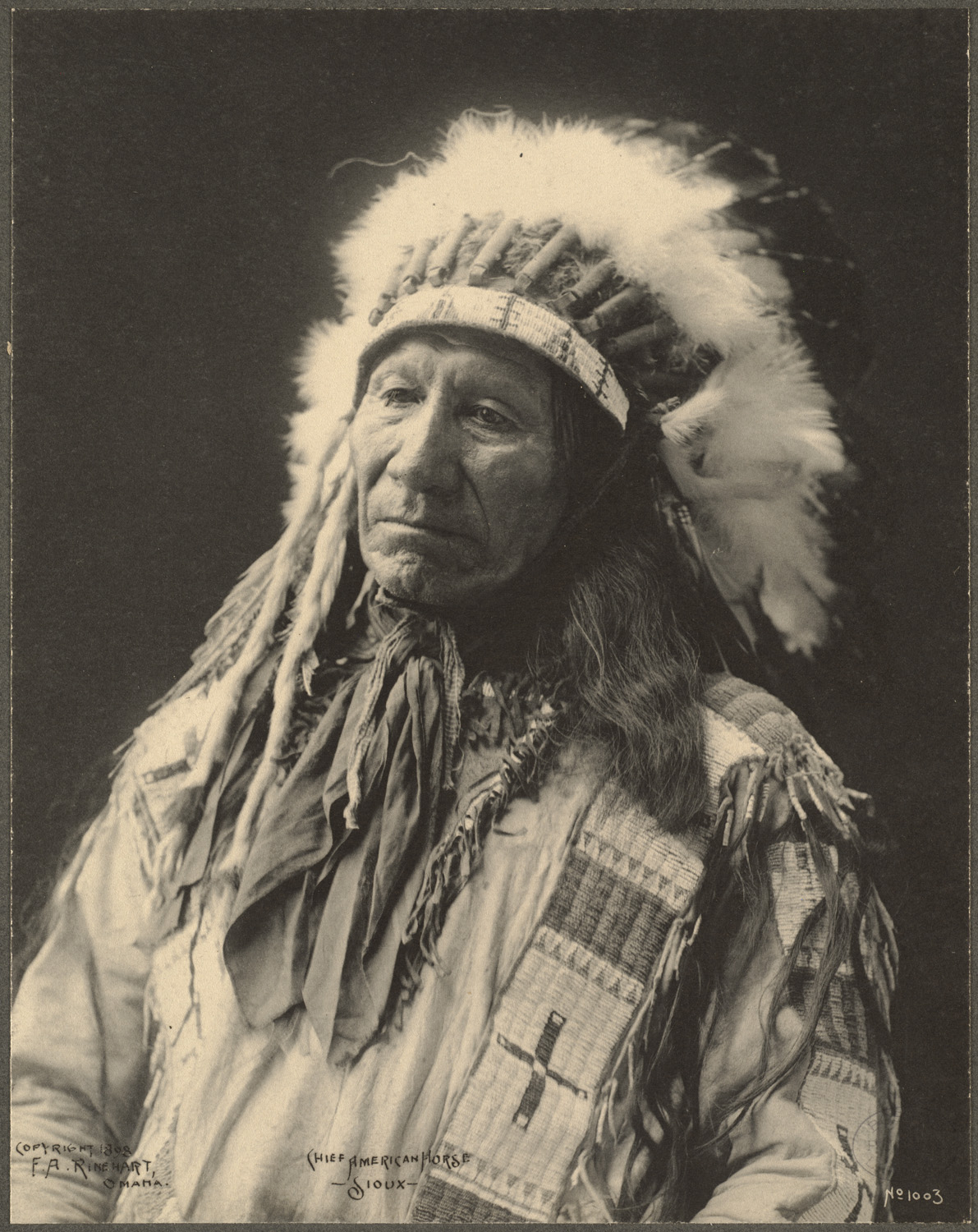
American Horse

American Horse (ca. 1820-1876) was een niet erg belangrijk indianenleider van de Oglala Lakota tijdens de Plains Indian wars (oorlogen van de Prairie-Indianen gedurende de laatste helft van de negentiende eeuw. Beter bekend als Iron Plume, was hij waarschijnlijk aanwezig bij de Slag bij de Little Bighorn en hij werd dodelijk gewond in de Slag bij Slim Buttes. Hij was de vijfde zoon van Old Chief Smoke (1774-1864).
Naar aanleiding van de overwinning op generaal George Armstrong Custer bij de Little Bighorn in juni 1876 trokken de Lakota en de noordelijke Cheyenne naar het oosten, en tegen de vroege herfst waren velen gelegerd in het gebied van de Little Missouri River. Een kleine groep met inbegrip van kleine hoofden, zoals Roman Nose, Red Horse en Iron Plume, scheidde zich af van de belangrijkste dorpen en verhuisde in de buurt van Slim Buttes, South Dakota, blijkbaar van plan om stilletjes Cheyenne River Agency te bereiken en zich daar over te geven. Helaas werden ze ontdekt door een deel van de troepen onder bevel van kapitein Anson Mills, een voorhoede van generaal George Crooks legermacht, en werden door hen aangevallen.
Tijdens de slag werden Iron Plume, vier krijgers en vijftien vrouwen teruggedreven in een grot, maar ze weigerden zich over te geven. Iron Plume was dodelijk gewond geaakt door een schot door zijn darmen. Na de slag werd hij behandeld door een legerchirurg, maar die kon nog maar weinig voor hem doen en hij overleed later die nacht.
Scout Frank Grouard identificeerde de gewonde man als "American Horse", wat later door de  Lakota gecorrigeerd werd toen ze erop wezen dat de naam van de leider Iron Plume was. Dit leidde tot aanzienlijke verwarring bij latere historici. Zo vermeldde George Hyde, de historicus en auteur, hem ten onrechte als American Horse the elder, om hem te onderscheiden van de jongere Oglala met dezelfde naam. In tegenstelling tot wat Hyde schreef, waren deze twee mannen echter geen familie van elkaar.